# Neoraja stehmanni
Neoraja stehmanni (лат.) — вид хрящевых рыб семейства ромбовых скатов отряда скатообразных. Обитают в юго-восточной части Атлантического океана между 29° ю. ш. и 40° ю. ш. Встречаются на глубине до 1025 м. Их крупные, уплощённые грудные плавники образуют диск в виде ромба. Максимальная зарегистрированная длина 35 см. Откладывают яйца. Не являются объектом целевого промысла.

## Таксономия
Впервые вид был научно описан в 1972 году как Breviraja stehmanni. Голотип представляет собой взрослого самца длиной 35,4 см, пойманного у берегов Южной Африи  (33°53′ ю. ш. 17°23′ в. д.) на глубине 640 м. Паратип:  самка длиной 29,9 см, пойманная там же.

## Ареал
Эти батидемерсальные скаты обитают у побережья ЮАР. Встречаются в верхней части материкового склона на глубине 292—1025 м, преимущественно не глубже 600 м.

## Описание
Широкие и плоские грудные плавники этих скатов образуют диск в виде ромба. На вентральной стороне диска расположены 5 жаберных щелей, ноздри и рот. На тонком хвосте имеются латеральные складки. У этих скатов 2 редуцированных спинных плавника и редуцированный хвостовой плавник.  Рыло притуплённое. Глаза крупные и широко расставленные. У взрослых скатов хвост длиннее диска. У взрослых самцов края грудных плавников более заострённые. Вокруг глаз и на плачах имеются шипы. Вдоль диска и хвоста до первого спинного плавника пролегает прерывистый срединный ряд колючек. Дорсальная поверхность коричнево-серого цвета с 6—7 поперечными отметинами на хвосте. Вентральная поверхность бледная с тёмно-коричневыми отметинами у переднего и заднего края диска, на рыле и под хвотом.
Максимальная зарегистрированная длина 35 см.

## Биология
Эти скаты откладывают яйца, заключённые в жёсткую роговую капсулу с выступами на концах. Эмбрионы питаются исключительно желтком. 

## Взаимодействие с человеком
Эти скаты не являются объектом целевого промысла. Вероятно, попадаются в качестве прилова при траловом промысле мерлузы. Данных для оценки Международным союзом охраны природы охранного статуса вида недостаточно.